# European League maschile 2015
L'European League di pallavolo maschile 2015 si è svolta dal 3 luglio al 14 agosto 2015: al torneo hanno partecipato dodici squadre nazionali europee e la vittoria finale è andata per la prima volta alla Slovenia.

## Regolamento

### Formula
Le squadre hanno disputato una prima fase a gironi con formula del girone all'italiana con ogni gara giocata due volte; al termine della prima fase la prima classificata di ogni girone, la migliore seconda classificata e la nazionale del paese organizzatore (nel caso in cui quest'ultima si fosse classificata o al primo posto o come migliore seconda, si qualifica la seconda migliore classificata) hanno acceduto alla fase finale, strutturata in semifinali e finale.

### Criteri di classifica
Se il risultato finale è stato di 3-0 o 3-1 sono stati assegnati 3 punti alla squadra vincente e 0 a quella sconfitta, se il risultato finale è stato di 3-2 sono stati assegnati 2 punti alla squadra vincente e 1 a quella sconfitta.
L'ordine del posizionamento in classifica è stato definito in base a:
- Numero di partite vinte;
- Punti;
- Ratio dei set vinti/persi;
- Ratio dei punti realizzati/subiti;
- Risultati degli scontri diretti.

## Squadre partecipanti
| Squadra            | Qualificazione | Ultima partecipazione |
| ------------------ | -------------- | --------------------- |
| Austria            | Wild card      | European League 2014  |
| Bielorussia        | Wild card      | European League 2013  |
| Croazia            | Wild card      | European League 2013  |
| Danimarca          | Wild card      | European League 2014  |
| Estonia            | Wild card      | European League 2006  |
| Grecia             | Wild card      | European League 2014  |
| Israele            | Wild card      | European League 2013  |
| Macedonia del Nord | Wild card      | European League 2014  |
| Polonia            | Wild card      | European League 2014  |
| Romania            | Wild card      | European League 2014  |
| Slovenia           | Wild card      | European League 2014  |
| Turchia            | Wild card      | European League 2014  |

## Torneo

### Fase a gironi
| Girone A           | Girone B    |
| ------------------ | ----------- |
| Austria            | Bielorussia |
| Danimarca          | Croazia     |
| Estonia            | Grecia      |
| Israele            | Romania     |
| Macedonia del Nord | Slovenia    |
| Polonia            | Turchia     |

#### Girone A

##### Risultati
| 4 luglio 2015 Antvorskovhallen, Slagelse Durata: 1h:18 - Spettatori: 550               | Danimarca          | 0 - 3 | Polonia            | 22-25, 21-25, 14-25               |
| 5 luglio 2015 Antvorskovhallen, Slagelse Durata: 1h:18 - Spettatori: 500               | Danimarca          | 0 - 3 | Polonia            | 15-25, 19-25, 16-25               |
| 3 luglio 2015 Sporthalle, Enns Durata: 1h:23 - Spettatori: 800                         | Austria            | 3 - 0 | Israele            | 25-18, 25-22, 25-19               |
| 4 luglio 2015 Sporthalle, Enns Durata: 1h:58 - Spettatori: 400                         | Austria            | 3 - 1 | Israele            | 25-22, 25-18, 24-26, 25-20        |
| 10 luglio 2015 Hala Sportowo Widowiskowa, Twardogóra Durata: 2h:05 - Spettatori: 1 400 | Polonia            | 3 - 2 | Austria            | 25-20, 25-15, 27-29, 23-25, 15-11 |
| 11 luglio 2015 Hala Sportowo Widowiskowa, Twardogóra Durata: 2h:10 - Spettatori: 1 400 | Polonia            | 3 - 2 | Austria            | 25-22, 15-25, 26-28, 25-18, 15-12 |
| 10 luglio 2015 Metrowest Sport Palace, Ra'anana Durata: 1h:16 - Spettatori: 350        | Israele            | 0 - 3 | Danimarca          | 19-25, 21-25, 23-25               |
| 11 luglio 2015 Metrowest Sport Palace, Ra'anana Durata: 1h:14 - Spettatori: 450        | Israele            | 3 - 0 | Danimarca          | 25-20, 25-16, 25-20               |
| 10 luglio 2015 Sports Hall, Pärnu Durata: 1h:31 - Spettatori: 1 200                    | Estonia            | 3 - 0 | Macedonia del Nord | 25-9, 25-19, 25-18                |
| 11 luglio 2015 Sports Hall, Pärnu Durata: 1h:53 - Spettatori: 950                      | Estonia            | 3 - 1 | Macedonia del Nord | 25-21, 25-21, 27-29, 25-21        |
| 17 luglio 2015 Sports Hall, Pärnu Durata: 1h:15 - Spettatori: 1 500                    | Estonia            | 3 - 0 | Polonia            | 25-17, 25-19, 25-18               |
| 18 luglio 2015 Sports Hall, Pärnu Durata: 1h:55 - Spettatori: 1 550                    | Estonia            | 3 - 1 | Polonia            | 25-22, 18-25, 34-32, 25-17        |
| 18 luglio 2015 Sportski Centar Trajkovski, Skopje Durata: 1h:17 - Spettatori: 500      | Macedonia del Nord | 3 - 0 | Israele            | 25-13, 25-18, 25-19               |
| 19 luglio 2015 Sportski Centar Trajkovski, Skopje Durata: 1h:22 - Spettatori: 250      | Macedonia del Nord | 3 - 0 | Israele            | 29-27, 25-20, 25-19               |
| 25 luglio 2015 Sporthalle, Tulln an der Donau Durata: 1h:53 - Spettatori: 400          | Austria            | 1 - 3 | Estonia            | 25-23, 21-25, 18-25, 23-25        |
| 26 luglio 2015 Sporthalle, Tulln an der Donau Durata: 2h:03 - Spettatori: 350          | Austria            | 2 - 3 | Estonia            | 23-25, 25-22, 25-17, 22-25, 11-15 |
| 25 luglio 2015 Sportski Centar Trajkovski, Skopje Durata: 2h:11 - Spettatori: 1 000    | Macedonia del Nord | 2 - 3 | Danimarca          | 27-29, 25-18, 25-18, 22-25, 16-18 |
| 26 luglio 2015 Sportski Centar Trajkovski, Skopje Durata: 1h:54 - Spettatori: 856      | Macedonia del Nord | 3 - 1 | Danimarca          | 25-16, 22-25, 25-18, 26-24        |
| 31 luglio 2015 Shell Sports Hall, Be'er Sheva Durata: 2h:08 - Spettatori: 700          | Israele            | 2 - 3 | Polonia            | 24-26, 25-21, 25-19, 19-25, 9-15  |
| 1º agosto 2015 Shell Sports Hall, Be'er Sheva Durata: 1h:25 - Spettatori: 515          | Israele            | 0 - 3 | Polonia            | 20-25, 26-28, 22-25               |
| 1º agosto 2015 Sportski Centar Trajkovski, Skopje Durata: 1h:14 - Spettatori: 250      | Macedonia del Nord | 3 - 0 | Austria            | 25-18, 25-17, 26-24               |
| 2 agosto 2015 Sportski Centar Trajkovski, Skopje Durata: 1h:24 - Spettatori: 350       | Macedonia del Nord | 3 - 0 | Austria            | 25-22, 25-19, 25-22               |
| 31 luglio 2015 Saku Suurhall Arena, Tallinn Durata: 1h:20 - Spettatori: 800            | Estonia            | 3 - 0 | Danimarca          | 25-17, 25-16, 25-23               |
| 1º agosto 2015 Saku Suurhall Arena, Tallinn Durata: 1h:58 - Spettatori: 550            | Estonia            | 3 - 1 | Danimarca          | 25-21, 30-28, 29-31, 25-19        |
| 7 agosto 2015 Saku Suurhall Arena, Tallinn Durata: 1h:22 - Spettatori: 700             | Estonia            | 3 - 0 | Israele            | 25-21, 25-17, 25-21               |
| 8 agosto 2015 Saku Suurhall Arena, Tallinn Durata: 1h:45 - Spettatori: 600             | Estonia            | 3 - 1 | Israele            | 21-25, 28-26, 25-16, 25-22        |
| 8 agosto 2015 NRGi Arena, Aarhus Durata: 2h:11 - Spettatori: 270                       | Danimarca          | 3 - 2 | Austria            | 23-25, 22-25, 25-19, 25-23, 16-14 |
| 9 agosto 2015 NRGi Arena, Aarhus Durata: 2h:02 - Spettatori: 230                       | Danimarca          | 3 - 2 | Austria            | 25-17, 23-25, 19-25, 25-21, 15-12 |
| 7 agosto 2015 Hala Sportowo Widowiskowa, Kalisz Durata: 2h:08 - Spettatori: 1 400      | Polonia            | 2 - 3 | Macedonia del Nord | 24-26, 25-22, 26-24, 20-25, 12-15 |
| 8 agosto 2015 Hala Sportowo Widowiskowa, Kalisz Durata: 1h:42 - Spettatori: 1 650      | Polonia            | 1 - 3 | Macedonia del Nord | 25-15, 23-25, 19-25, 22-25        |

##### Classifica
| Pos | Squadra            | Pt | G  | V  | P | SV | SP | Ratio | PF  | PS  | Ratio |
| --- | ------------------ | -- | -- | -- | - | -- | -- | ----- | --- | --- | ----- |
| 1   | Estonia            | 29 | 10 | 10 | 0 | 30 | 7  | 4.285 | 914 | 784 | 1.165 |
| 2   | Macedonia del Nord | 21 | 10 | 7  | 3 | 24 | 13 | 1.846 | 858 | 802 | 1.069 |
| 3   | Polonia            | 16 | 10 | 6  | 4 | 22 | 18 | 1.222 | 901 | 861 | 1.046 |
| 4   | Danimarca          | 9  | 10 | 4  | 6 | 14 | 24 | 0.583 | 802 | 891 | 0.900 |
| 5   | Austria            | 11 | 10 | 2  | 8 | 17 | 25 | 0.680 | 900 | 937 | 0.960 |
| 6   | Israele            | 4  | 10 | 1  | 9 | 7  | 27 | 0.259 | 717 | 817 | 0.877 |

#### Girone B

##### Risultati
| 10 luglio 2015 Sports Center Evosmos, Salonicco Durata: 1h:27 - Spettatori: 1 000       | Grecia      | 3 - 0 | Romania     | 25-22, 25-20, 25-21               |
| 11 luglio 2015 Sports Center Evosmos, Salonicco Durata: 1h:43 - Spettatori: 700         | Grecia      | 3 - 1 | Romania     | 25-17, 20-25, 25-12, 25-18        |
| 11 luglio 2015 Mustafa Dağıstanlı Spor Salonu, Samsun Durata: 1h:30 - Spettatori: 1 300 | Turchia     | 0 - 3 | Slovenia    | 21-25, 21-25, 19-25               |
| 12 luglio 2015 Mustafa Dağıstanlı Spor Salonu, Samsun Durata: 1h:58 - Spettatori: 1 000 | Turchia     | 1 - 3 | Slovenia    | 26-24, 24-26, 15-25, 23-25        |
| 11 luglio 2015 Dvorana Gimnasium, Rovigno Durata: 1h:52 - Spettatori: 100               | Croazia     | 3 - 1 | Bielorussia | 25-23, 19-25, 25-18, 25-19        |
| 12 luglio 2015 Dvorana Gimnasium, Rovigno Durata: 1h:52 - Spettatori: 50                | Croazia     | 1 - 3 | Bielorussia | 25-20, 16-25, 23-25, 19-25        |
| 17 luglio 2015 Sports Center Evosmos, Salonicco Durata: 2h:15 - Spettatori: 1 000       | Grecia      | 3 - 1 | Turchia     | 25-23, 26-24, 23-25, 25-22        |
| 18 luglio 2015 Sports Center Evosmos, Salonicco Durata: 1h:56 - Spettatori: 700         | Grecia      | 3 - 1 | Turchia     | 25-14, 20-25, 32-30, 25-17        |
| 17 luglio 2015 Sala Polivalentă Oltenia, Craiova Durata: 1h:34 - Spettatori: 800        | Romania     | 3 - 0 | Bielorussia | 26-24, 25-22, 25-22               |
| 18 luglio 2015 Sala Polivalentă Oltenia, Craiova Durata: 2h:12 - Spettatori: 850        | Romania     | 3 - 1 | Bielorussia | 23-25, 25-23, 32-30, 25-23        |
| 18 luglio 2015 Dvorana Tabor, Maribor Durata: 1h:25 - Spettatori: 200                   | Slovenia    | 3 - 0 | Croazia     | 25-22, 25-19, 25-21               |
| 19 luglio 2015 Dvorana Tabor, Maribor Durata: 1h:34 - Spettatori: 220                   | Slovenia    | 3 - 0 | Croazia     | 25-22, 25-23, 26-24               |
| 24 luglio 2015 Anafartalar Spor Salonu, Çanakkale Durata: 2h:01 - Spettatori: 1 100     | Turchia     | 3 - 1 | Romania     | 31-29, 25-21, 20-25, 25-21        |
| 25 luglio 2015 Anafartalar Spor Salonu, Çanakkale Durata: 1h:24 - Spettatori: 500       | Turchia     | 3 - 0 | Romania     | 25-11, 26-24, 25-22               |
| 25 luglio 2015 Dvorana Gimnasium, Rovigno Durata: 2h:08 - Spettatori: 150               | Croazia     | 2 - 3 | Grecia      | 25-21, 22-25, 25-23, 15-25, 12-15 |
| 26 luglio 2015 Dvorana Gimnasium, Rovigno Durata: 1h:39 - Spettatori: 100               | Croazia     | 1 - 3 | Grecia      | 25-23, 17-25, 18-25, 17-25        |
| 25 luglio 2015 Palace of Sports Viktoriya, Brėst Durata: 1h:20 - Spettatori: 1 100      | Bielorussia | 0 - 3 | Slovenia    | 21-25, 22-25, 15-25               |
| 26 luglio 2015 Palace of Sports Viktoriya, Brėst Durata: 1h:57 - Spettatori: 1 200      | Bielorussia | 2 - 3 | Slovenia    | 25-22, 9-25, 14-25, 25-22, 9-15   |
| 31 luglio 2015 Başkent Voleybol Salonu, Ankara Durata: 2h:11 - Spettatori: 200          | Turchia     | 3 - 2 | Croazia     | 23-25, 27-25, 18-25, 25-23, 15-10 |
| 1º agosto 2015 Başkent Voleybol Salonu, Ankara Durata: 1h:22 - Spettatori: 220          | Turchia     | 3 - 0 | Croazia     | 25-22, 25-15, 25-22               |
| 31 luglio 2015 Sala Polivalentă Oltenia, Craiova Durata: 1h:20 - Spettatori: 300        | Romania     | 0 - 3 | Slovenia    | 14-25, 22-25, 17-25               |
| 1º agosto 2015 Sala Polivalentă Oltenia, Craiova Durata: 1h:20 - Spettatori: 870        | Romania     | 0 - 3 | Slovenia    | 21-25, 15-25, 25-27               |
| 30 luglio 2015 Chalkiopoulio Sports Hall, Lamia Durata: 1h:16 - Spettatori: 600         | Grecia      | 3 - 0 | Bielorussia | 25-21, 25-15, 25-21               |
| 31 luglio 2015 Chalkiopoulio Sports Hall, Lamia Durata: 1h:27 - Spettatori: 625         | Grecia      | 0 - 3 | Bielorussia | 23-25, 21-25, 16-25               |
| 8 agosto 2015 Športska Dvorana Sutinska Vrela, Zagabria Durata: 2h:16 - Spettatori: 100 | Croazia     | 3 - 2 | Romania     | 25-18, 25-20, 20-25, 21-25, 19-17 |
| 9 agosto 2015 Športska Dvorana Sutinska Vrela, Zagabria Durata: 1h:21 - Spettatori: 125 | Croazia     | 3 - 0 | Romania     | 25-23, 25-17, 25-14               |
| 8 agosto 2015 Palace of Sports Viktoriya, Brėst Durata: 1h:56 - Spettatori: 1 300       | Bielorussia | 2 - 3 | Turchia     | 25-20, 23-25, 25-14, 13-25, 9-15  |
| 9 agosto 2015 Palace of Sports Viktoriya, Brėst Durata: 1h:57 - Spettatori: 1 000       | Bielorussia | 3 - 1 | Turchia     | 25-22, 22-25, 25-19, 26-24        |
| 8 agosto 2015 Dvorana Tabor, Maribor Durata: 1h:52 - Spettatori: 350                    | Slovenia    | 3 - 1 | Grecia      | 25-13, 26-24, 18-25, 25-23        |
| 9 agosto 2015 Dvorana Tabor, Maribor Durata: 2h:04 - Spettatori: 500                    | Slovenia    | 3 - 1 | Grecia      | 25-23, 25-20, 23-25, 26-24        |

##### Classifica
| Pos | Squadra     | Pt | G  | V  | P | SV | SP | Ratio | PF  | PS  | Ratio |
| --- | ----------- | -- | -- | -- | - | -- | -- | ----- | --- | --- | ----- |
| 1   | Slovenia    | 29 | 10 | 10 | 0 | 30 | 5  | 6.000 | 855 | 711 | 1.202 |
| 2   | Grecia      | 20 | 10 | 7  | 3 | 23 | 15 | 1.533 | 890 | 816 | 1.090 |
| 3   | Turchia     | 13 | 10 | 5  | 5 | 19 | 20 | 0.950 | 878 | 889 | 0.987 |
| 4   | Bielorussia | 11 | 10 | 3  | 7 | 15 | 23 | 0.652 | 814 | 866 | 0.940 |
| 5   | Croazia     | 10 | 10 | 3  | 7 | 15 | 24 | 0.625 | 836 | 880 | 0.950 |
| 6   | Romania     | 7  | 10 | 2  | 8 | 10 | 25 | 0.400 | 742 | 853 | 0.869 |

### Fase finale
|  | Semifinali         | Semifinali         | Semifinali         |                    |          | Finale 1º/2º posto | Finale 1º/2º posto | Finale 1º/2º posto |  |
|  |                    |                    |                    |                    |          |                    |                    |                    |  |
|  | Polonia            | Polonia            | 0                  |                    |          |                    |                    |                    |  |
|  | Polonia            | Polonia            | 0                  |                    |          |                    |                    |                    |  |
|  | Slovenia           | Slovenia           | 3                  |                    |          |                    |                    |                    |  |
|  | Slovenia           | Slovenia           | 3                  |                    | Slovenia | Slovenia           | 3                  |                    |  |
|  |                    |                    |                    |                    | Slovenia | Slovenia           | 3                  |                    |  |
|  |                    |                    | Macedonia del Nord | Macedonia del Nord | 0        |                    |                    |                    |  |
|  | Estonia            | Estonia            | Macedonia del Nord | Macedonia del Nord | 0        | 0                  |                    |                    |  |
|  | Estonia            | Estonia            |                    |                    |          | 0                  |                    |                    |  |
|  | Macedonia del Nord | Macedonia del Nord | 3                  |                    |          | Finale 3º/4º posto | Finale 3º/4º posto | Finale 3º/4º posto |  |
|  | Macedonia del Nord | Macedonia del Nord | 3                  |                    |          |                    |                    |                    |  |
|  |                    |                    |                    |                    |          |                    |                    |                    |  |
|  |                    |                    |                    |                    |          | Polonia            | Polonia            | 3                  |  |
|  |                    |                    |                    |                    |          | Polonia            | Polonia            | 3                  |  |
|  |                    |                    |                    |                    |          | Estonia            | Estonia            | 0                  |  |

#### Semifinali
| 13 agosto 2015 Aqua Zdrój, Wałbrzych Durata: 1h:22 - Spettatori: 1 000 | Polonia | 0 - 3 | Slovenia           | 15-25, 21-25, 21-25 |
| 13 agosto 2015 Aqua Zdrój, Wałbrzych Durata: 1h:22 - Spettatori: 500   | Estonia | 0 - 3 | Macedonia del Nord | 23-25, 22-25, 22-25 |

#### Finale 3º posto
| 14 agosto 2015 Aqua Zdrój, Wałbrzych Durata: 1h:31 - Spettatori: 1 200 | Polonia | 3 - 0 | Estonia | 25-22, 25-23, 25-20 |

#### Finale
| 14 agosto 2015 Aqua Zdrój, Wałbrzych Durata: 1h:18 - Spettatori: 800 | Slovenia | 3 - 0 | Macedonia del Nord | 25-21, 25-20, 25-17 |

## Classifica finale
| Pos | Squadra            | Rosa |
| --- | ------------------ | --- |
|     | Slovenia           | Formazione: 2 Pajenk, 5 Šket, 6 Gasparini, 7 Hribar, 9 Vinčić, 10 Kozamernik, 11 Koncilja, 12 Klobučar, 13 Kovačič, 14 Pokeršnik, 16 Ropret, 17 Urnaut, 18 Čebulj, 19 Štern, 20 Pavlović, CT: Giani                                     |
|     | Macedonia del Nord | Formazione: 1 Angelovski, 2 Ǵ. Ǵorǵiev, 3 Josifov, 4 N. Ǵorǵiev, 5 Milev, 6 Despotovski, 8 Ljaftov, 9 Simovski, 10 Klopčeski, 11 Madžunkov, 15 Karanoviḱ, 17 Ǵorǵevski, 18 Mihailov, CT: Ristoski                                       |
|     | Polonia            | Formazione: 1 Dryja, 2 Nowakowski, 3 Kędzierski, 5 Ferens, 7 Włodarczyk, 8 Bołądź, 9 Kowalski, 10 Romać, 11 Śliwka, 13 Buchowski, 14 Pająk, 16 Grzechnik, 18 Wojtaszek, 20 Filip, 22 Bednorz, 23 Marcyniak, CT: Kowal                   |
| 4   | Estonia            | Formazione: 1 Treial, 3 Pupart, 4 Kreek, 5 K. Toobal, 6 Juhkami, 7 Teppan, 8 Nõlvak, 9 Täht, 10 Losnikov, 11 Venno, 12 Tiisaar, 13 A. Toobal, 14 Rikberg, 16 Pärtel, 17 Tammemaa, 18 Tamme, 19 Aganits, CT: Crețu                       |
| 5   | Grecia             | Formazione: 3 Armenakīs, 4 Petreas, 5 Filippov, 6 Maroulīs, 9 Kokkinakīs, 10 Prōtopsaltīs, 11 Tzioumakas, 13 Takouridis, 14 Pelekoudas, 15 Koumentakīs, 16 Fragkos, 17 Dalakouras, 18 Gkaras, 19 Palentzas, 20 Tampouratzīs, CT: Drikos |
| 6   | Turchia            | Formazione: 1 Pekşen, 4 Dengin, 5 Güngör, 7 Savaş, 10 Gökgöz, 11 Emet, 12 Ünver, 13 Aydın, 14 F. Güneş, 15 Toy, 16 Yenipazar, 18 Yücel, 20 U. Güneş, 21 Minici, 22 Koç, 25 Özdemir, CT: Zanini                                          |
| 7   | Bielorussia        | Formazione: 1 Radziuk, 2 Audochanka, 3 Charapovich, 4 Antanovič, 5 Busel, 7 Achrem, 8 Liashchynskas, 9 Aplevich, 11 Zabarouski, 12 Haramykin, 13 Likharad, 14 Vash, 15 Pranko, 17 Marozau, 18 Budziukhin, 19 Miskevič, CT: Sidelnikov   |
| 7   | Danimarca          | Formazione: 1 Jensen, 2 Knudsen, 3 Bitsch, 5 Gade, 6 Mørkeberg Sørensen, 7 Thomsen, 8 Jacobsen, 10 Møllgaard, 11 Alievski, 15 Bonnesen, 16 Sørensen, 17 Nielsen, 18 Huss, 22 Olesen, 24 Andersen, CT: Trolle                            |
| 9   | Austria            | Formazione: 1 Kroiss, 3 Wohlfahrtstätter, 5 Tröthann, 6 Menner, 7 Rössl, 8 Tusch, 9 Zass, 12 Berger, 13 Thaller, 14 Ringseis, 15 Grabmüller, 16 Unterberger, 18 Buchegger, 20 Michel, CT: Trolle                                        |
| 9   | Croazia            | Formazione: 1 Zhukouski, 2 Đirlić, 3 Galić, 6 Raič, 8 Šarčević, 9 Sedlaček, 10 Ćosić, 11 Kovačević, 12 Peterlin, 13 Zelenika, 14 Šestan, 15 Andrić, 16 Močić, 17 Mihalj, CT: Simuncić                                                   |
| 11  | Israele            | Formazione: 1 Osokin, 2 Katzenelson, 3 Hershko, 5 Shwartz-Shmoel, 6 Batchkala, 7 Goldrin, 8 Gutman, 9 Bar Netzer, 10 Kopech, 11 Louk, 12 Vinarsky, 14 Ben Gal, 15 Finkelstein, 17 Shafranovich, 18 Sokolov, CT: Selinger                |
| 11  | Romania            | Formazione: 1 Ghionea, 2 Dascalu, 3 Bălhăceanu, 4 Olteanu, 5 Cherbeleata, 6 Mărieş, 7 Ene, 8 Gheorghiţă, 9 Bala, 10 Bartha, 11 Lică, 12 Borota, 13 Spînu, 14 Gontariu, 15 Georgescu, 17 Kantor, 18 Laza, CT: Pascu                      |

|  | Qualificata alla World League 2016 |

## Premi individuali
| Premio                | Nome             | Squadra            |
| --------------------- | ---------------- | ------------------ |
| MVP                   | Dejan Vinčić     | Slovenia           |
| Miglior palleggiatore | Dejan Vinčić     | Slovenia           |
| Miglior opposto       | Jovica Simovski  | Macedonia del Nord |
| Miglior schiacciatore | Nikola Ǵorǵiev   | Macedonia del Nord |
| Miglior schiacciatore | Klemen Čebulj    | Slovenia           |
| Miglior centrale      | Jan Nowakowski   | Polonia            |
| Miglior centrale      | Ardo Kreek       | Estonia            |
| Miglior libero        | Damian Wojtaszek | Polonia            |
| Fair Play Award       | -                | Macedonia del Nord |